# Mark Bowden
Mark Robert Bowden (Saint Louis, 17 luglio 1951) è uno scrittore statunitense.

## Biografia
Nato in Missouri, Bowden si laureò nel 1973 alla Loyola University Maryland; in quel periodo nacque la sua passione per il giornalismo, leggendo il libro di Tom Wolfe The Electric Kool-Aid Acid Test. Dal 1979 al 1993 è stato membro dello staff del Philadelphia Inquirer; negli anni ha scritto per The New Yorker, Men's Journal, Sport Illustrated e Rolling Stone. Ha insegnato giornalismo e scrittura creativa alla Loyola University Maryland, ed ha ricoperto la carica di Distinguished Writer in Residence dal 2013 al 2017.
È divenuto famoso a livello internazionale dopo la pubblicazione del libro Black Hawk Down: A Story of Modern War, edito in Italia da Rizzoli e pubblicato per la prima volta nel 1999 col titolo Falco nero; nel 2001 il regista Ridley Scott ha trattato la storia nel film omonimo Black Hawk Down - Black Hawk abbattuto.
Bowden è sposato con Gail Louise McLaughlin e da lei ha avuto cinque figli: Aaron, William, Benjamin, Daniel e Anya. Oggi vive a Kenneth Square, in Pennsylvania.

## Opere
- Bringing the Heat, 1994  [resoconto della stagione 1992 dei Philadelphia Eagles; football professionista]
- Falco nero. Una storia vera di uomini in guerra (Black Hawk Down: A Story of Modern War), trad. P. Valpolini, Milano, Rizzoli, 1999  [raid militare USA a Mogadiscio nel 1993]
- Doctor Dealer: The Rise and Fall of an All-American Boy and His Multimillion-Dollar Cocaine Empire, 2000  [biografia di Larry Lavin, trafficante di droga della periferia di Philadelphia]
- Killing Pablo (Killing Pablo: The Hunt for the World's Greatest Outlaw, 2001), trad. F. Vitaliano, Milano, Rizzoli, 2002, ISBN 978-88-1786-995-9
- Our Finest Day: D-Day, June 6, 1944, 2002
- Finders Keepers: The Story of a Man Who Found $1 Million, 2002
- Road Work : Among Tyrants, Heroes, Rogues, and Beasts, 2006
- Teheran 1979. La prima battaglia degli Stati Uniti contro l'Islam (Guests of the Ayatollah: The First Battle in America's War with Militant Islam, 2006), trad. F. Peri, Milano, Rizzoli, 2007, ISBN 978-88-1701-417-5
- The Best Game Ever: Giants vs. Colts, 1958, and the Birth of the Modern NFL, 2008
- Worm: The First Digital World War, 2011
- La cattura (The Finish: The Killing of Osama bin Laden), trad. D. Didero e F. Peri, Milano, Rizzoli, 2012, ISBN 978-88-1706-199-5
- The Three Battles of Wanat and Other True Stories, 2016
- Huê 1968. L'anno cruciale della sconfitta americana in Vietnam (Hue 1968, 2017), Collana Saggi stranieri, Milano, Rizzoli, 2018, ISBN 978-88-1710-183-7.